# Spatuloricaria
Spatuloricaria és un gènere de peixos de la família dels loricàrids i de l'ordre dels siluriformes.

## Distribució geogràfica
Es troba a Sud-amèrica.

## Taxonomia
- Spatuloricaria atratoensis (Schultz, 1944)[3]
- Spatuloricaria caquetae (Fowler, 1943)[4]
- Spatuloricaria curvispina (Dahl, 1942)[5]
- Spatuloricaria euacanthagenys (Isbrücker, 1979)[6]
- Spatuloricaria evansii (Boulenger, 1892)[7]
- Spatuloricaria fimbriata (Eigenmann & Vance, 1912)[8]
- Spatuloricaria gymnogaster (Eigenmann & Vance, 1912)[8]
- Spatuloricaria lagoichthys (Schultz, 1944)[9]
- Spatuloricaria nudiventris (Valenciennes, 1840)[10]
- Spatuloricaria phelpsi (Schultz, 1944)[9]
- Spatuloricaria puganensis (Pearson, 1937)[11][12][13][14][15][16][17]